# Umweltauswirkungen der COVID-19-Pandemie

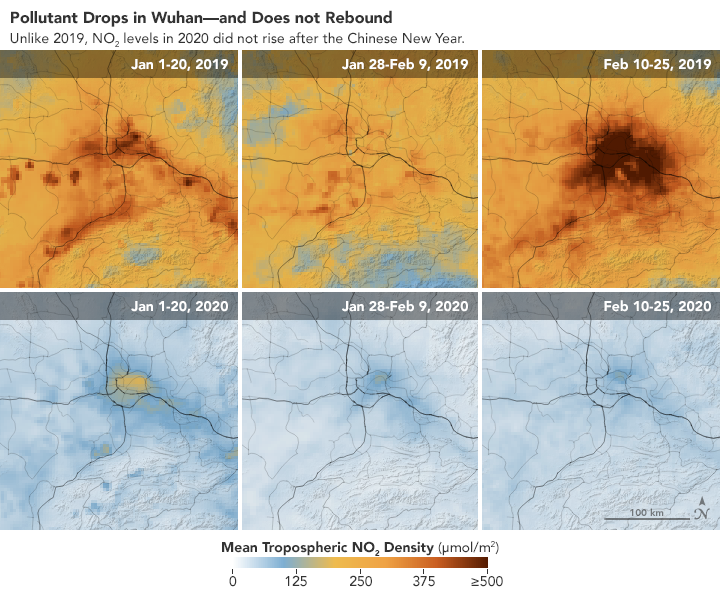
Vergleich der Bilder vom NASA Earth Observatory zeigen einen starken Rückgang der NO_{2}-Luftverschmutzung in Wuhan im Jahr 2020 (Bilder unten) gegenüber dem Vorjahr (Bilder oben).

Die COVID-19-Pandemie im Jahre 2019/2020 machte sich auch durch zahlreiche Folgen für die Umwelt bemerkbar. Die weltweite Massenquarantäne (Lockdown) wurde dabei im Kontext der positiven Auswirkungen auf die Tierwelt und die Umwelt mit dem Begriff Anthropause bezeichnet. Durch Einschränkung der wirtschaftlichen und sozialen Aktivitäten und der individuellen Mobilität gingen die Luftverschmutzung, Gewässerverschmutzung und der Kohlendioxid-Ausstoß in den betroffenen Weltregionen massiv zurück.

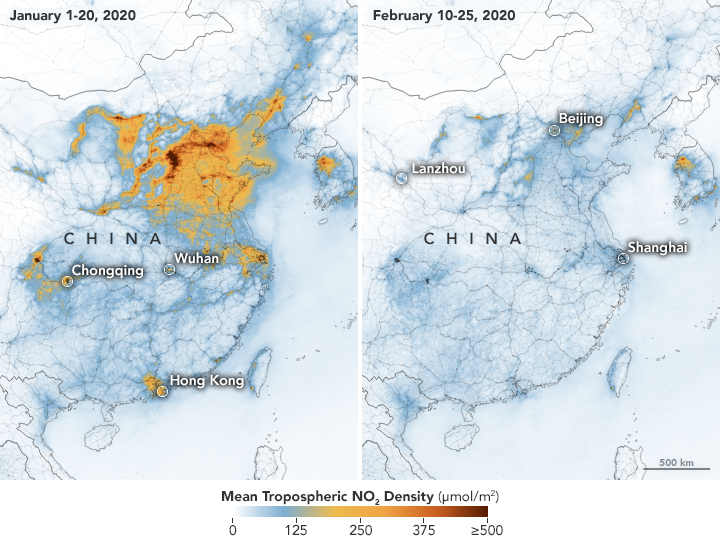
Bildliche Darstellung der Daten der Tropomi, die einen deutlichen Rückgang der NO_{2}-Werte in China im Februar 2020 gegenüber dem Januar 2020 feststellen.

Andererseits ist, vor allem in Entwicklungs- und Schwellenländern, ein wirtschaftlich bedingter massiver Anstieg von Umweltzerstörungen, insbesondere Entwaldung zu beobachten.

## Rückgang der Gewässerverschmutzung
In Venedig kam es zur Aufklarung des normalerweise schlammigen, aufgewühlten Wassers in den Kanälen, da der dort üblicherweise herrschende intensive Bootsverkehr aussetzte. Es wurden Fische gesichtet, was normalerweise nicht der Fall ist. Als der Tourismus in Thailand stark zusammenbrach, wurden dort wieder riesige Fischschwärme gesichtet und Korallen begannen sich zu erholen.

## Rückgang der Luftverschmutzung
In der Ursprungsregion in Wuhan ging die durch Stickstoffdioxid (NO2) verursachte Luftverschmutzung über der Stadt zurück. Auch in weiteren Regionen, in Nordchina mit Peking sowie über Hongkong, Shanghai und in der Provinz Shandong ging die NO2-Konzentration in der Luft signifikant zurück, was Satellitenbilder belegen. Im März 2020 wurde der Effekt auch in Italien registriert. Vergleichbare Effekte waren weltweit zu beobachten. In vielen Großstädten nahmen die Zahl der Verkehrsstaus und der Gesamtverkehr nach Schätzungen Mitte März 2020, z. B. in Mailand um 64 %, in Rom um 67 %, in Seattle um 36 % und in New York City um 35 %, drastisch ab.
Auch in Deutschland sank die Luftverschmutzung infolge der Pandemie. In Niedersachsen meldeten beispielsweise alle sieben Verkehrsmessstationen niedrigere Stickstoffdioxid-Werte als noch im Vorjahr. Am deutlichsten war der Rückgang in Oldenburg, wo die Werte binnen Jahresfrist von 46,1 auf 27,2 Mikrogramm pro Kubikmeter Luft sanken.
Zudem ermittelten Solarenergieforscher, dass im indischen Neu-Delhi durch den Rückgang der Luftverschmutzung die Luft deutlich klarer wurde und mehr Sonnenlicht die Erdoberfläche erreichte. Demnach sei nach den erlassenen Ausgangssperren Ende März 2020 die Sonneneinstrahlung gegenüber vorhergehenden Jahren um etwa 8,3 % gestiegen; im April habe die Sonneneinstrahlung um 5,9 % über Werten aus früheren Jahren gelegen. Im Februar und Anfang März 2020 habe es jedoch keine nennenswerten Unterschiede gegeben. Daraus leiten die Forscher ab, dass mit einer Reduzierung der Luftverschmutzung der Ertrag von Photovoltaikanlagen gerade in stark verschmutzten urbanen Regionen ansteigen wird. Hingegen ergab eine zweite Untersuchung in ländlichen Gebieten Norditaliens, wo es nur geringe Luftverschmutzung gibt, keinen statistisch signifikanten Anstieg. Daher halten sie es aufgrund der bisherigen Datenlage für unplausibel, dass die Pandemie auch in den Staaten Großbritannien und Deutschland zu einer neuen Rekordsolarstromproduktion beigetragen hat, auch wenn sie einen sehr kleinen Beitrag nicht ausschließen.
Es wird zudem diskutiert, ob der Rückgang der Luftverschmutzung zu einer höheren UV-Belastung, die im April 2020 in Europa gemessen wurde, geführt hat. Durch die verminderten Abgase in der Luft würden die Strahlen weniger stark abgehalten.

## Rückgang des weltweiten Ressourcenverbrauchs
Der „Earth Overshoot Day“ („Erdüberlastungs-“ oder „Welterschöpfungstag“) verschob sich infolge der weltweiten Maßnahmen gegen die Verbreitung des Corona-Virus vom 29. Juli im Vorjahr um drei Wochen nach hinten auf den 22. August 2020. Das entspricht etwa dem Stand von 2005 oder 2006, als der EOD auf den 25. bzw. 19. August fiel.

## Veränderungen in der Tierwelt
Während des Lockdowns, bei dem der Straßenlärm deutlich geringer war, sangen Stadtvögel in San Francisco im Vergleich zu den Vorjahren leiser und tiefer. Ihre Gesänge waren durchschnittlich um ein Drittel leiser und zugleich doppelt so weit hörbar.

## Anstieg der Entwaldung
Laut einer Studie des WWF führt die steigende Arbeitslosigkeit insbesondere in den Städten zu einer Landflucht der ärmeren Bevölkerungsschichten. Diese würden den Wald entweder ökonomisch nutzen oder abroden, um Platz für Ackerland zu schaffen. In Kolumbien beispielsweise verzehnfachte sich der Verlust an Baumkronenbedeckung zwischen März 2019 und März 2020 von etwa 5000 auf rund 50.000 Hektar, aber auch in anderen untersuchten Staaten in Lateinamerika, Afrika und Asien nahm die Entwaldung zu, im Mittel um 150 Prozent. Dazu kommt, dass durch den ausbleibenden Tourismus und staatliche Kürzungen Gelder für Nationalparks und Schutzgebiete wegbrechen.

## COVID-19-Pandemie und Klimakrise
Die Corona-Pandemie hat auch Auswirkungen auf die Bekämpfung der Klimakrise. Einerseits entzieht sie finanzielle Mittel und mediale Aufmerksamkeit und andererseits sorgt sie für sinkende Treibhausgasemissionen und könnte gleichzeitig Vorbild für Handlungsoptionen sein. Die Internationale Energieagentur (IEA) schätzt, dass die Kohlendioxidemissionen durch die Pandemie im Jahr 2020 um ca. 8 % fallen könnten verglichen mit dem Vorjahr. Damit lägen die Emissionen auf dem Niveau des Jahres 2010. Gleichzeitig würde dieser Emissionsrückgang dazu führen, dass die Kohlendioxidmenge in der Atmosphäre 2020 statt um ca. 3 ppm nur noch um ca. 2,75 ppm steigt. Da die Erderwärmung aber maßgeblich von der Gesamtmenge an Kohlendioxid in der Atmosphäre abhängig ist und diese trotz des leichten Rückgangs in absoluten Zahlen weiter ansteigt, führt der temporäre Emissionsrückgang nicht zu einer Abkühlung der Erde, sondern nur zu einer etwas weniger schnellen Erwärmung. Zwischen Mai 2019 und Mai 2020 stieg die CO2-Konzentration in der Atmosphäre um 2,4 ppm an. Dies war weniger als im Vorjahreszeitraum, entspricht aber dem Durchschnitt der 2010er Jahre. Da auch natürliche Schwankungen diesen Anstieg beeinflussen, kann der Rückgang nicht zwangsläufig den wirtschaftlichen Auswirkungen der COVID-19-Pandemie zugeschrieben werden, auch wenn diese wahrscheinlich dazu beitrugen.
Die Pandemie könnte gleichzeitig auch zu einem kleinen, kurzfristigen Erwärmungseffekt führen, da die reduzierte Verbrennung fossiler Energieträger ebenfalls einen Rückgang der Luftverschmutzung durch Aerosole bewirkt. Diese Aerosole wirken kühlend auf die Erde, indem sie einen Teil des auf die Erde einstrahlenden Sonnenlichts ins Weltall reflektieren. Wie groß der Einfluss ist, ist allerdings bisher noch nicht durch Studien untersucht.
Es wird darauf hingewiesen, die Coronavirus-Krise dürfe nicht so interpretiert werden, als würde sie das Klima retten. Gemäß vorläufigen Daten im Emission Gap Report 2020 der Vereinten Nationen führte die Pandemie zu einem Rückgang des Kohlenstoffdioxid-Ausstoßes um ca. 7 % (Bandbreite 2–12 %). Sofern die Programme zur Wiederankurbelung der Wirtschaft nicht auf Umgestaltung dieser hin zu einer emissionsarmen Wirtschaft ausgelegt würden, würde die Erderwärmung durch die Corona-Krise nur um etwa 0,01 Grad bis zum Jahr 2050 gebremst. Allerdings böten diese Wiederaufbauprogramme infolge der Pandemie genau die Möglichkeit, die Umgestaltung der Weltwirtschaft in Richtung emissionsarme Wirtschaftsweise in die Wege zu leiten. Bereits im Dezember 2020 lag der CO2-Ausstoß gemäß der IEA wieder zwei Prozent über dem Vorjahreswert.
Die Verschiebung der ursprünglich für Ende Dezember 2020 vorgesehenen UN-Klimakonferenz 2020 auf das Jahr 2021 wurde als ein „herber Rückschlag für den Klimaschutz“ bewertet. Insbesondere sollten dort die auf der UN-Klimakonferenz 2015 vereinbarten Emissionsziele des Übereinkommens von Paris nachjustiert werden. Die Internationale Seeschifffahrts-Organisation (IMO) sagte mehrere Treffen zur Reduzierung der Emissionen ab.
In Deutschland ging der Primärenergieverbrauch im Jahr 2020 nach vorläufigen Zahlen um 8,7 % zurück gegenüber dem Vorjahr, was zu einem großen Teil auf die Pandemie zurückgeht. Der Rückgang betraf alle Energieträger mit Ausnahme der erneuerbaren Energien. Starke Rückgänge gab es insbesondere bei Flugkraftstoffen sowie Braun- und Steinkohle. Für das Gesamtjahr rechnet die AG Energiebilanzen daher mit einem Rückgang der Kohlenstoffdioxidemissionen um ca. 12 %, was ca. 80 Millionen Tonnen entspricht.

## Müllvermehrung durch Verpackungsmaterialien und Einmalartikel
Durch die vermehrte Verwendung von Verpackungsmaterialien im Versandhandel sowie von Einmalartikeln allgemein, wozu nicht zuletzt die Masken und andere Hygieneprodukte zu zählen sind, ist eine erhebliche Zunahme des Müllaufkommens zu verzeichnen. Insbesondere hat die wilde Entsorgung zugenommen. Die gelben Tonnen sind durchschnittlich mit etwa zehn Prozent mehr Verpackungsabfällen gefüllt, wie das Recyclingunternehmen Der Grüne Punkt mitteilte. Zwar sei im Gewerbebereich weniger Müll entsorgt worden, die Menge an Kunststoffmüll hat insgesamt aber zugenommen. Die Frankfurter Müllentsorgung FES meldete im März und April 2020 elf Prozent mehr Verpackungsmüll als in den Vormonaten. In Krankenhäusern wird besonders viel Müll durch Einmalprodukte, von denen reichlich Gebrauch gemacht wird, erzeugt. Initiativen, die die Reduktion von Einmalartikeln zum Ziel haben, sind derzeit weit ins Hintertreffen geraten. Dabei sind die Krankenhäuser mit 1,2 Mio. Tonnen Abfall jährlich die fünftgrößten Müllproduzenten Deutschlands: Pro Krankenhausbett und Patient fallen etwa 6 kg Müll pro Tag an, eine Menge, die die Verwaltungen und Entsorger vor Herausforderungen stellt. Auch durch die Empfehlung, den Müll von SARS-CoV-2-Infizierten separat zu sammeln, wie sie die Entsorgungsleitlinien der EU-Kommission vorsehen, wächst der Müll überproportional. Die Tendenz zu Einmalartikeln in allen Lebensbereichen wird durch die COVID-19-Pandemie nachhaltig befördert.
Nach Angaben der WHO haben sich bis November 2021 weltweit mehr als 200000 Tonnen medizinischen Abfalls angehäuft. Davon entfallen 144000 Tonnen auf Nadeln, Spritzen und Sammelbehälter. Hinzu kommen 87000 Tonnen Schutzbekleidung, 2600 Tonnen Testmaterial und 731000 Liter an chemischen Abfällen. Schutzmasken für den Privatgebrauch sind nicht eingerechnet. Schon vor der Pandemie waren ein Drittel der Gesundheitseinrichtungen nicht in der Lage, ihren Müll fachgerecht zu entsorgen. Die WHO drängt auf umweltfreundliche Verpackungen, wiederverwendbare Schutzbekleidung und Investitionen in Recyclingsysteme.

### Verhaltensänderungen
Eine Studie ergab, dass allein in Deutschland pro Jahr rund fünf Millionen Tonnen an Treibhausgasen eingespart werden könnten. Dazu müssten 40 Prozent der Arbeitnehmer an zwei Tagen in der Woche im Homeoffice arbeiten. Die Politik müsse dazu flankierende Maßnahmen ergreifen. Gemäß der Heinrich-Böll-Stiftung verdeutlicht die Pandemie, dass die Menschheit grundsätzlich zu schnellem Handeln fähig ist – wenn sie denn den Willen aufbringt.

### Grüner Aufschwung
Investitionen in die Stabilisierung und zum Wiederaufbau der Wirtschaft können in einen grünen Aufschwung investiert werden und somit langfristig die Weichen hin zu einer dekarbonisierten Wirtschaft stellen.

## Weiteres
Aus Ländern und Städten mit Ausgangssperren gab es anekdotische Berichte über Wildtiere, die sich in die sonst belebten Städte begeben.